# خیابان‌های شهر
خیابان‌های شهر (انگلیسی: City Streets) فیلمی نوآر در سبک جنایی و درام به کارگردانی روبن مامولیان است که در سال ۱۹۳۱ منتشر شد.

## بازیگران
- گری کوپر
- سیلویا سیدنی
- پل لوکاس
- گای کیبی
- استنلی فیلدز
- لیئو ویلیس
- نورمن فاستر
- ویلارد رابرتسن
- متی کمپ